# Per Wåhlström
Per Wilhelm Wåhlström, född 31 maj 1930 i Åmål, död 21 april 2018, var en svensk målare, tecknare och teaterdekoratör.
Han var son till järnvägstjänstemannen Svante Wåhlström och Olga Isaksson. Wåhlström studerade vid Slöjdföreningens skola i Göteborg 1947–1949 och för Ragnar Sandberg och Bror Hjorth vid Kungliga konsthögskolan i Stockholm 1951–1957 samt genom självstudier under resor till München, Florens, Genève och Aix-en-Provence. Separat ställde han ut på bland annat Lilla Paviljongen och Galleri S:t Nikolaus i Stockholm och han medverkade i Nationalmuseums utställning Unga tecknare 1960 och i ett flertal grupp- och samlingsutställningar. Hans konst består av stilleben och landskapsskildringar utförda i olja eller i form av tuschteckningar. Som teaterdekoratör gjorde han dräkter och dekorationer till uppförandet av Heinrich von Kleists Den sönderslagna krukan på Skansenteatern i Stockholm 1965.